# Mours
Mours är en kommun i departementet Val-d'Oise i regionen Île-de-France i norra Frankrike. Kommunen ligger i kantonen Beaumont-sur-Oise som tillhör arrondissementet Pontoise. År 2022 hade Mours 1 680 invånare.

## Befolkningsutveckling
Antalet invånare i kommunen Mours
| Referens: INSEE |